# Syringogaster carioca
Syringogaster carioca är en tvåvingeart som beskrevs av Prado 1969. Syringogaster carioca ingår i släktet Syringogaster och familjen Syringogastridae. Inga underarter finns listade i Catalogue of Life.